# Kim Jong-hyun
Kim Jong-hyun (* 21. Juli 1985 in Gwangju) ist ein südkoreanischer Sportschütze.

## Erfolge
Kim Jong-hyun nahm an den Olympischen Spielen 2012 in London und 2016 in Rio de Janeiro teil. Mit dem Luftgewehr belegte er mit 593 Punkten den 17. Platz. Im Wettkampf mit dem Kleinkalibergewehr im Dreistellungskampf belegte er mit 1171 Punkten den fünften Platz in der Qualifikation, was für den Einzug ins Finale berechtigte. In diesem erzielte er mit 101,5 Punkten das beste Resultat aller acht Finalteilnehmer, sodass er sich mit insgesamt 1272,5 noch auf den zweiten Platz schob und hinter Niccolò Campriani, der einen neuen Olympiarekord schoss, und vor Matthew Emmons die Silbermedaille gewann. Vier Jahre darauf beendete er die Qualifikation im Dreistellungskampf mit dem Kleinkaliber auf dem 16. Rang, mit 1170 Punkten blieb er vier Punkte hinter dem letzten Qualifikationsrang für das Finale, dem achten Rang, zurück. Im liegenden Anschlag mit dem Kleinkaliber verlief der Wettbewerb weitaus besser für Kim: als Dritter überstand er mit 628,1 Punkten die Qualifikation und gehörte im Finale neben Henri Junghänel zu den letzten beiden übrig gebliebenen Schützen. Dessen Vorsprung holte Kim mit dem letzten Schuss nicht mehr ein und gewann so hinter Junghänel und vor Kirill Grigorjan erneut die Silbermedaille.
2010 wurde Kim in München gemeinsam mit Han Jin-seop und Kim Hak-man mit dem Kleinkalibergewehr im liegenden Anschlag Vizeweltmeister hinter der US-amerikanischen Mannschaft. Auf kontinentaler Ebene wurde er außerdem 2012 in Doha im Dreistellungskampf mit dem Kleinkaliber Vizeasienmeister. Bei Asienspielen sicherte er sich 2010 in Guangzhou im Dreistellungskampf ebenfalls im Einzel die Silbermedaille, während er im Mannschaftswettbewerb die Goldmedaille gewann. Darüber hinaus belegte er mit der Luftgewehr-Mannschaft den zweiten Platz und gewann in der Mannschaftskonkurrenz mit dem Kleinkaliber im liegenden Anschlag eine weitere Goldmedaille. 2014 schloss Kim in Incheon den Wettkampf mit der Mannschaft im Dreistellungskampf mit dem Kleinkaliber auf Platz zwei ab.